# Gymnophiona
I Gimnofioni o Apodi (Gymnophiona Müller, 1831) sono un ordine della classe degli Anfibi composto da forme prive di zampe; si tratta, perlopiù, di forme sotterranee, spesso prive di occhi.

## Tassonomia
L'ordine Gymnophiona comprende 221 specie viventi, raggruppate in 10 famiglie:
- Famiglia: Caeciliidae Rafinesque, 1814 (49 sp.)
- Famiglia: Chikilidae Kamei, San Mauro, Gower, Van Bocxlaer, Sherratt, Thomas, Babu, Bossuyt, Wilkinson, and Biju, 2012 (4 sp.)
- Famiglia: Dermophiidae Taylor, 1969 (15 sp.)
- Famiglia: Grandisoniidae Lescure, Renous, and Gasc, 1986 (24 sp.)
- Famiglia: Herpelidae Laurent, 1984 (10 sp.)
- Famiglia: Ichthyophiidae Taylor, 1968 (57 sp.)
- Famiglia: Rhinatrematidae Nussbaum, 1977 (14 sp.)
- Famiglia: Scolecomorphidae Taylor, 1969 (6 sp.)
- Famiglia: Siphonopidae Bonaparte, 1850 (28 sp.)
- Famiglia: Typhlonectidae Taylor, 1968 (14 sp.)

### Alcune specie

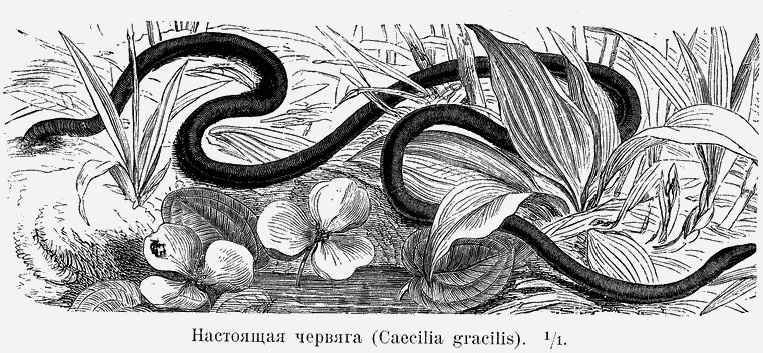
Caecilia gracilis (Caeciliidae)
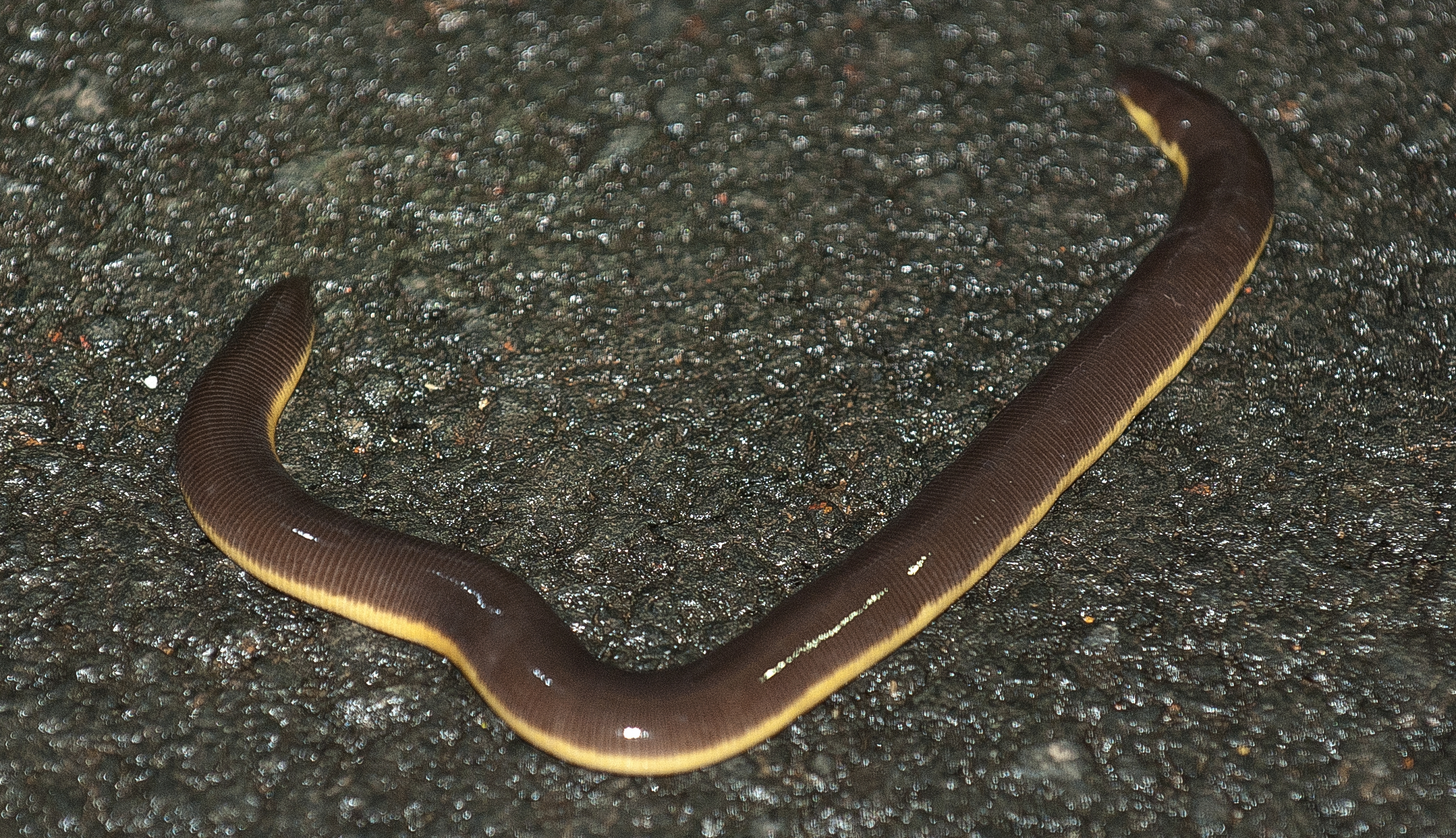
Ichthyophis beddomei (Ichthyophiidae)
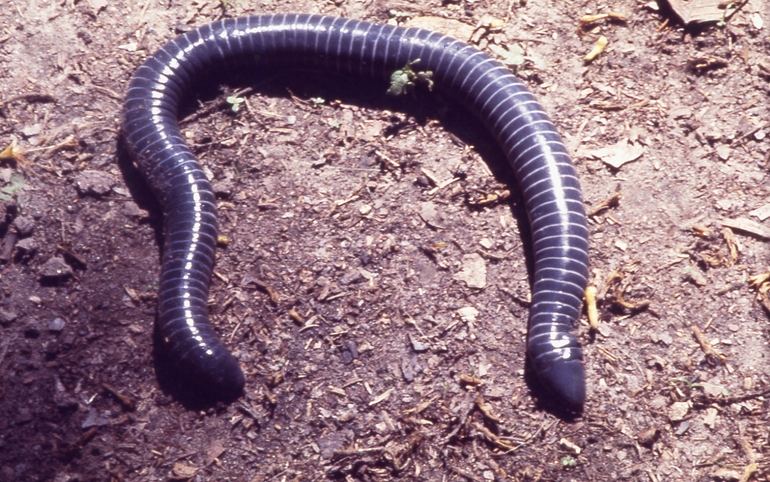
Siphonops annulatus (Siphonopidae)
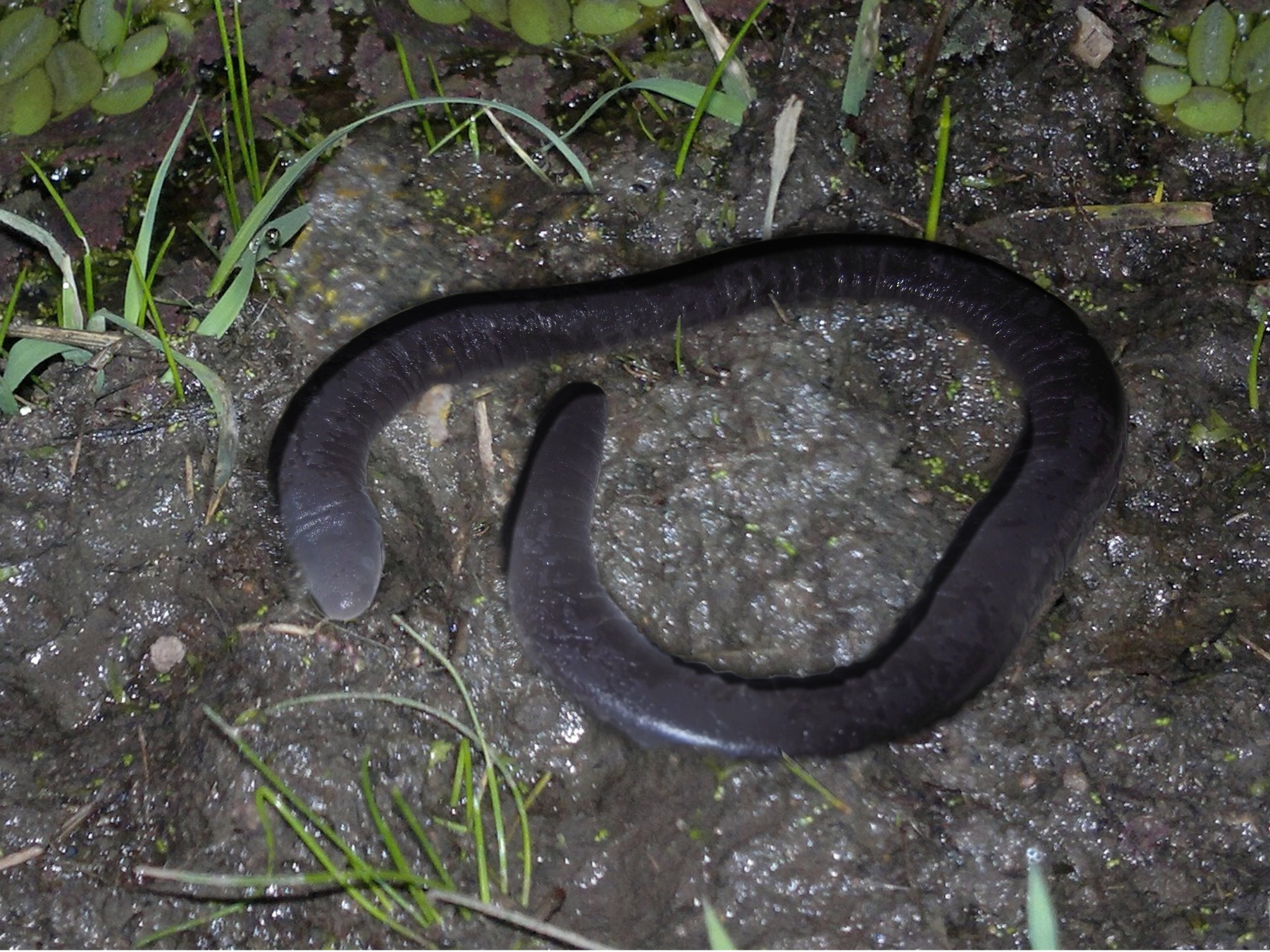
Chthonerpeton indistinctum (Typhlonectidae)